# ابن عبد ربه
أبو عُمَرَ أحمَدُ بنُ مُحَمَّدِ بنِ عَبْدِ رَبِّه الأندَلُسِي (246- 328 هـ / 860- 940 م) شاعرٌ أندَلُسِيٌّ، وصاحب كتاب العقد الفريد.

## حياته
ولد أبو عمر أحمد بن محمد بن عبد ربه بن حبيب بن حدير بن سالم في قرطبة في 10 رمضان 246 هـ. جده سالم كان مولى للأمير هشام الرضا. نشأ ابن عبد ربه في قرطبة، وأمتاز بسعة الاطلاع في العلم والرواية والشعر. كتب الشعر في الصب والغزل، ثم تاب وكتب أشعارًا في المواعظ والزهد سماها «الممحصات». وكان يتكسب من الشعر بمدحه للأمراء، فعُدّ بذلك أحد الذين أثروا بأدبهم بعد الفقر. كما كان من الرواد في نشر فن الموشحات التي أخذه عن مخترعه مقدم بن معافى القبري. إلا أن أعظم أعماله فهو كتابه «العقد الفريد» الذي كان بمثابة موسوعة ثقافية تبين أحوال الحضارة الإسلامية في عصره.
كما كان ابن عبد ربه راوية سمع من بقي بن مخلد وابن وضاح وغيرهما. توفي ابن عبد ربه في 18 جمادى الأولى 328 هـ، ودُفن في قرطبة، وقد أصيب بالفالج قبل وفاته بأعوام.

## مؤلفاته
- العقد الفريد.
- أمثال العرب.
- سحر البيان.
- أبناء النور.
- طبائع النساء وما جاء فيها من عجائب وغرائب وأخبار وأسرار.